# Mouvement (philosophie)
Pour les articles homonymes, voir Mouvement.

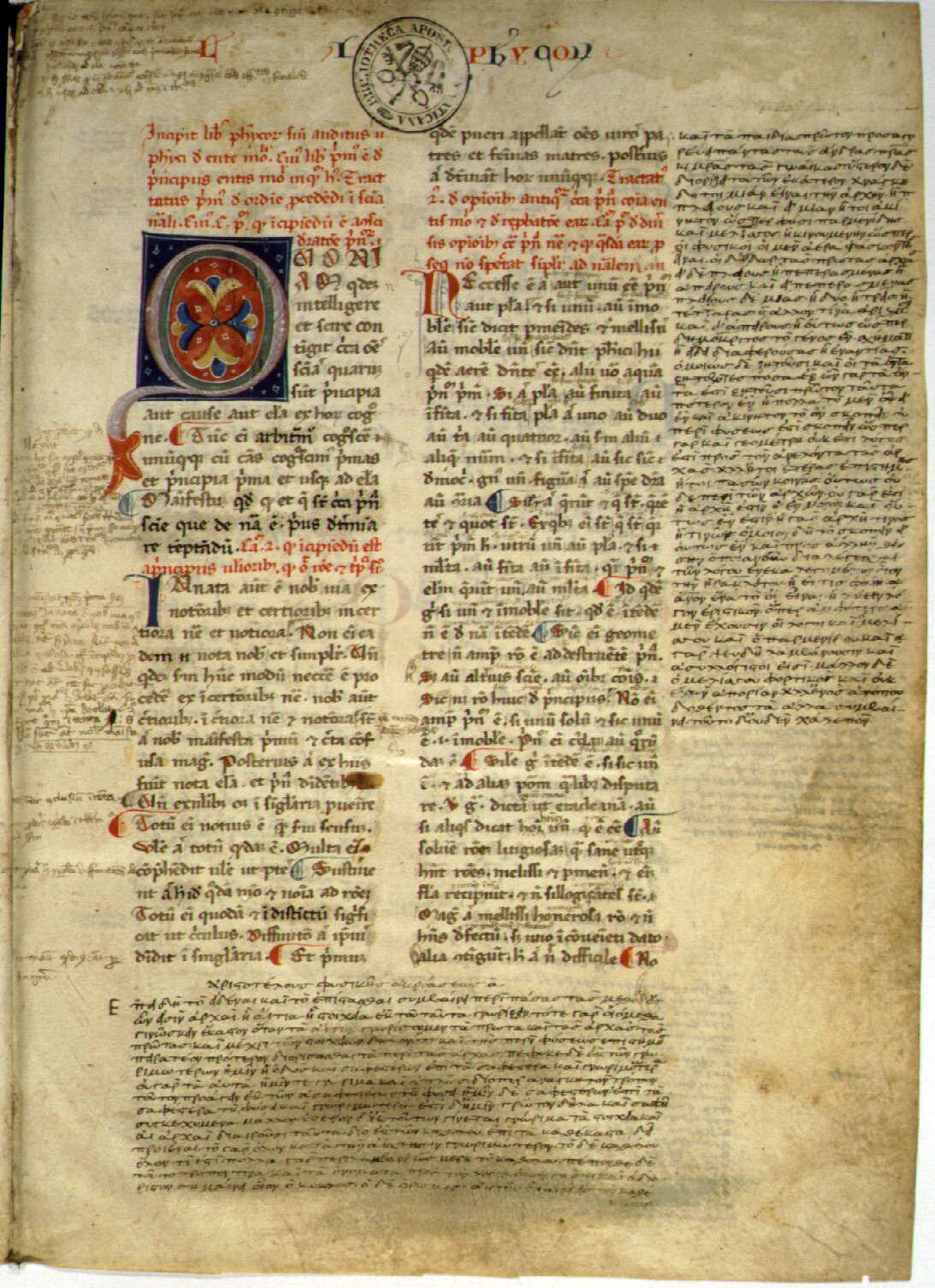
Manuscrit médiéval en latin de la Physique d'Aristote.

En tant que réalité familière, le mouvement  constitue pour l'homme l'expérience la plus fondamentale et la plus quotidienne de son rapport au monde telle celle de la pesanteur : les corps pesants tombent comme une pierre, tandis que les corps légers s’élèvent comme le feu. Aristote qui s'est intéressé à la chute des corps, nous dit Pierre Aubenque fait du mouvement, δύναμις, le principe de distinction des êtres naturels opposés aux êtres divins.  Le philosophe utilise indistinctement les termes de kinésis  κινήσεις, génésis Υένεσις, métabolé μεταϐολή, pour « signifier dans son ensemble le phénomène qui affecte dans l'ordre naturel (le monde sublunaire) les êtres autres que le divin ». 
Ce n'est pourtant pas à partir de cette expérience concrète qu'Aristote, métaphysicien, tente de définir le mouvement dans sa Physique mais bien à partir de son souci de distinguer les différentes significations de l'être à la recherche de leur problématique unité souligne Pierre Aubenque. « Le mouvement va constituer l'être de l'étant en tant que tel du monde sublunaire ». « L'être naturel dans son ensemble est un être en mouvement [] affecté en son principe d'une instabilité fondamentale ».Pierre Aubenque remarque que tout le livre I de la Physique est consacré à une réfutation des Éléates qui en prônant la thèse de l'unité de l'Être sont amenés à nier le mouvement.
Le mouvement tient une place essentielle dans l'ontologie d'Aristote car c'est à travers lui qu'il est poussé à reconnaître « la diversité des acceptions de l'être » selon le titre de l'ouvrage que lui consacre le philosophe Franz Brentano.

## L'approche métaphysique
Si pour nous le terme mouvement fait référence à un déplacement dans l'espace, pour Aristote « ce mot évoque les changements d'état d'êtres déterminés » écrit Émile Bréhier. À noter que par cette définition rationnelle Aristote prend position contre toute la pensée présocratique jusqu'à Platon.

### La rationalisation du mouvement
On a avec Platon la toute première tentative de rationalisation du phénomène du mouvement, alors que « les choses sensibles notamment dans le Théétète n'apparaissent déjà  plus comme un flux sans cesse évanouissant », rappelle l'historien Émile Bréhier. Si  pour les premiers grecs« le mouvement était par excellence le flux, l'indéfini, l'illimité, rebelle à la pensée conceptuelle », un chaos insondable, le « Léthé », qu'il s'agissait de fuir dans le monde des Idées, Aristote renverse la perspective en posant que l'« être n'est en devenir » que relativement à l'être en acte, qu'à sa finalité (l'enfant n'est enfant que par rapport à l'adulte, le froid que par rapport au chaud) qu'il peut être. Avec l'abandon de toute évocation d'un « flux universel » qui emporterait toute chose, de toute spéculation sur le « non-être », le mouvement limité de chaque chose s'inscrit d'une manière précise entre un état initial et un état final. Il libère ainsi la philosophie d'une imagination présocratique foisonnante d'un contenant infini comme source toujours rejaillissante des choses.
Avec Aristote, nature et mouvement sont si étroitement liés  qu'il définit la nature comme « principe de mouvement et de repos ». Le repos n'est pas considéré comme une restriction du mouvement, il est un moment du mouvement qui emporte tous les êtres mobiles pris dans un mouvement « discontinu » vers un terme même provisoire résume Pierre Aubenque. Toutefois dans cette physique, mouvement et repos sont diamétralement opposés en ce que le premier est un processus et le second un état. La mobilité est en tant que ενέργεια, pour tous les êtres naturels qui vieillissent ou se dégradent, à la fois mouvement et repos.  Dans ce sens, le repos ou le terme seront toujours provisoires affectés d'instabilité, en attente à chaque étape du mouvement suivant. Du point de vue ontologique l'être naturel est caractérisé par « la possibilité toujours ouverte du mouvement, d'une instabilité fondamentale inscrite à même son principe d'« être naturel », comme ce qui constitue sa « vie » » accentue Pierre Aubenque . L'ontologie d'Aristote n'étudiera aucun mouvement spécifique qui appartient à la physique, mais l'« être-en-mouvement » dans la totalité de ses principes (voir la note).
Ce mouvement, strictement encadré entre état initial et état final, termine momentanément au repos lorsque sont épuisées toutes les possibilités contenues dans l'état initial, repos qui est vu comme sa finalité. Ainsi de l'enfant qui devient homme quant à sa croissance possible. D'où la formule célèbre qui plus tard hérissera Descartes, comme obscurité conceptuelle de la « définition du mouvement comme acte de ce qui est en puissance en tant qu'il est en puissance ». Chaque élément a son lieu naturel, vers lequel il tend toujours : l'eau et la terre (et donc tout objet solide) tendent vers le bas, le feu et l'air tendent vers le haut.
Au « flux universel » des anciens a été substitué le principe de l'universalité du mouvement qui ne veut pas dire qu'à chaque instant, toutes choses de la nature soient en mouvement, certaines sont en mouvement d'autres en repos qui est ainsi compris comme un « moment » du mouvement. La mobilité dorénavant encadrée, dont il s'agit de faire la théorie, apparaît comme un fait général de la nature qui peut se limiter à la simple possibilité, le « pouvoir être en mouvement ou en repos ». « Mouvement et repos sont, suivant la définition aristotélicienne des contraires (dont la privation est un cas particulier et non des contradictoires), les espèces extrêmes à l'intérieur d'un même genre, qui serait celui de la mobilité » écrit Pierre Aubenque. Dans sa définition métaphysique formelle la plus élaborée, le mouvement, nous rappelle Antonin-Gilbert Sertillanges  n'est en soi que « l'acte d'une puissance ».

### Les sortes de mouvement
Platon a donné sa liste des mouvements. Dans les Lois X, 893c-894a, il mentionne 10 mouvements : rotation sur place dont celle des astres fixes (1), translation sur un axe unique ou sur plusieurs emplacements comme celle des planètes (2), combinaison (3), séparation (4), accroissement (5), décroissement (6), génération (7), destruction (8), mouvements de l'âme (9), mouvement du monde (10). Dans le Timée 43b, il détaille "six mouvements", ou plutôt directions : "en avant et en arrière", "vers le haut et vers le bas", "à droite et à gauche".
Aristote définit le mouvement : "La réalisation de ce qui est en puissance, en tant que tel, c'est le mouvement" (Physique, III, 1, 201a10). C'est un passage. Le « mouvement », en tant que tel, est toujours inachevé, en puissance, sans commencement ni fin, il requiert cependant une cause. Aristote,  distingue quatre type de mouvements : le mouvement local suivant la catégorie du « lieu », l'altération selon la catégorie de la « qualité », l'accroissement selon la « quantité », et enfin la génération/corruption, qui est un mouvement dans la catégorie de la « substance » (Physique, III, 1). Émile Bréhier relève les hésitations d'Aristote sur la question de savoir si la génération (passage du non être à l'être) pouvait être considérée ou non comme un mouvement. François Fédier recense chez Aristote quatre figures du mouvement : accroissement-diminution (exemple grossir ou maigrir) ; devenir-autre (les feuilles des arbres qui jaunissent) ; déplacement (aller d'un lieu à un autre lieu) et enfin il reprend celui qu'il considère avec Martin Heidegger comme le plus important d'entre eux : le mouvement de l'entrée en présence, c'est-à-dire du « venir à être » (genèse). Heidegger « est le premier (et peut-être le seul) penseur de la tradition à avoir conçu le mouvement comme une détermination ontologique de l’être de l’étant, et non pas simplement comme une détermination ontique de l’étant présent subissant un déplacement local dans l’espace ». 
À noter que tout mouvement est en général désigné par référence à l'état final vers lequel il tend. On parle ainsi de noircissement lorsque l'altération tend vers le noir ou de verdoiement lorsque l'arbre est vert, d'où la primauté accordée dans cette pensée à la « finalité ». On remarquera qu'Aristote ne dispose pas d'un concept unifié de mouvement, certains objets ont un mouvement ascendant, le feu, d'autres descendant, la pierre. De plus, cette conception du mouvement ne concerne qu’une seule région de l’univers, la plus imparfaite.

### La négation du mouvement
Aristote entreprend de lutter contre les philosophes qui tels les Éléates ont une position théorique pouvant impliquer la négation du mouvement et ceux qui comme Zénon prétendaient en démontrer l'inexistence en raison de l'absurdité de ses conséquences. À la thèse comme quoi toute la nature est livrée au mouvement s'oppose la vieille thèse parménidienne tirée du dialogue platonicien intitulé  le Parménide, qui traitant de la question de l'« Être », répète qu'il « est », tandis que le « non-Être » n'« est pas ». Or tout mouvement dit Parménide consiste dans un passage d'un état à un autre, ce qui de toute nécessité implique un passage progressif et donc une composition de l'être faite de parties, ce que refuse le vieux Parménide. 
Avec les Éléates et Parménide on a une pensée qui prône l'unité de « L'Un » et dans la vision d'Aristote, ce lien entraîne les deux conséquences qui suivent, l'unité avec l'immobilité de l'être et donc la négation de l'être en mouvement  écrit Pierre Aubenque.
La critique de Zénon s'appuie dans le même esprit que les Éléates sur l'idée que pluralité et la divisibilité qu'implique le mouvement ne sont que des apparences. On trouvera dans le travail de Joseph Moreau un exposé sur la réfutation que lui oppose Aristote.

### L'affirmation du mouvement
Dans l'histoire, Héraclite est le premier philosophe qui s'est opposé à la thèse de l'immobilité prônée par les Éléates. Pour lui, l’apparente unité des « choses » recouvre une multiplicité de qualités contraires. C’est la variété, la différence, l’opposition qui constituent la réalité des « choses », car le « devenir » a lieu entre des termes qui sont contraires : la vraie unité est l’harmonie d’éléments opposés. D'autre part, la théorie des « contraires », constitue la condition du « devenir » des « choses ». Les contraires existant l’un par l’autre, sont incompréhensibles l’un sans l’autre et manifestent une seule et suprême réalité : rien n’est bon, rien n’est agréable sans le contraire qui lui est opposé. L'« héraclitéisme »  deviendra même avec Hegel « la forme même de toute pensée dialectique » : le « devenir » comme première détermination de la pensée concrète et de la vérité.  
À la suite d'Héraclite, Aristote affirme le mouvement et accepte sa conséquence, à savoir la divisibilité. Selon un exemple platonicien, « l'altération [qui est un mouvement], nous avertit que la « chose » que nous croyions « une » ne l'était pas, puisqu'elle comportait la possibilité de devenir autre tout en restant elle-même » nous rappelle Pierre Aubenque.  Au niveau d'abstraction où Aristote se place, c'est la « composition » et la « divisibilité » de l'être, qui implique le mouvement car « tout ce qui change est nécessairement divisible » et « seul le mouvement permet de distinguer l'attribut qui advient au sujet et le sujet lui-même. Comment saurions-nous que Socrate est assis, si Socrate était toujours assis et ne se levait pas? ».
Au XVIIe siècle Descartes ajoute des principes mathématiques, qui permettent de fonder la physique moderne : les principes d'inertie et de conservation. Il pose ainsi les bases de la conception mécaniste de la science, qui avec Newton devait régner sans conteste pendant plus de deux siècles en ramenant, tous les phénomènes naturels à des mouvements mesurables.

### Les causes du mouvement

#### Principe général
Pour Aristote la philosophie est la science des « choses » par leurs causes (c'est-à-dire la question du pourquoi), car on ne connaît véritablement quelque chose que lorsqu'on connaît sa cause. À noter qu'Aristote comme Platon critique la conception purement mécaniste de la cause. Il critique sur ce sujet, ses prédécesseurs à qui il reproche, d'avoir limité leurs recherches aux seuls principes de nature matérielle, comme le feu pour Héraclite ou l'eau pour Thalès. Pour lui, la matière ne peut être principe de changement car remarque le rédacteur de l'Encyclopédie « Très empiriquement, le métaphysicien argue que « ce n'est pas le bois qui fait le lit, ni l'airain, la statue, mais il y a quelque autre chose qui est cause du changement » ». Si la cause du changement d'une « choses », n'est pas en elle on la trouvera à l'extérieur, cette cause sera dite « efficiente » (le sculpteur pour la statue). Mais il admet aussi le hasard, bien qu'il ne lui attribue pas un rôle causal dans l’absolu et refuse sa contrepartie nécessaire le concept du « vide ».
Les points de vue sous lesquels les objets doivent être envisagés, quand on veut les connaître et les expliquer, se réduisent aux suivants : ce dont une « chose » est composée, sa nature intime ou son essence, sa cause, et le but ou la fin vers laquelle elle tend ; d'où la distinction de quatre principes : la matière, la forme, la cause efficiente ou origine et principe du mouvement et la cause finale. La spécificité d’Aristote réside dans ce qu'il admet la multiplicité des causes.
Selon Étienne Gilson, dans la pensée constante d'Aristote  « c'est en vertu d'un seul et même principe qu'un être « est » et qu'il est cause, l'essence ou forme est la racine première de tout être et celle de sa causalité », ce qui l'amène à conclure qu'il est bien difficile de savoir ce qu'Aristote entendait par cause efficiente.

#### La théorie des causes
La théorie des causes résume de son côté Émile Bréhier, « répond à la question : qu'est-ce-qui fait que tel sujet acquiert telle forme, que le malade guérit ou que l'airain devienne statue ? C'est la cause matérielle de quoi la chose est faite ; c'est ici l'airain ou le malade ; la cause formelle qui est l'idée de la santé dans l'esprit du médecin ou l'idée de la statue dans l'esprit du sculpteur ; la cause motrice qui est le médecin ou le sculpteur ; la cause finale, c'est-à-dire l'état final ou achevé en vue duquel l'être en puissance est devenu être en acte ».

#### Mouvement et changement
Christian Sommer note« le trait caractéristique fondamental du mouvement c'est le changement, μεταϐολή  […] le passage d'un terme à l'autre, de quelque chose à quelque chose ». « En cela l'entente aristotélicienne du mouvement se présente comme étant radicalement distincte de notre conception étriquée du mouvement, à savoir le changement de lieu dans un espace géométrique ».
Le rédacteur de l'encyclopédie de l'Agora relève en outre qu'il y aurait pour Aristote, une distinction à faire entre les deux concepts  qui se rattacherait fondamentalement à la perception que nous en avons.« On peut observer un mouvement en train de se faire mais on ne peut qu'induire un changement qui apparaît toujours comme déjà accompli ».
Dans l'esprit d'Aristote le mouvement et le changement sont étroitement liés. Il constate aussi que, bien que le mouvement (kinésis)soit plus facilement observable, ce qui compte ce n'est pas le mouvement mais le changement (métabolé). Pour lui continue Émile Bréhier« le mot de mouvement évoque les changements d'état d'êtres déterminés » et plus loin, prenant l'exemple du feu « Aristote définit un mouvement non point parce ce qu'il est à chaque point successif, mais par ce qu'il réalise globalement dans l'être qui est le siège ; le mouvement naturel du léger, est le mouvement par lequel le feu regagnant son lieu propre réalise son essence ».

#### L'ordre du monde
La physique d’Aristote, qui distingue deux régions du monde, le monde céleste (supralunaire) et le monde terrestre (sublunaire) reflète l’existence d’un univers hiérarchisé, d’un ordre cosmique que résume J.P. Guillot. « En vertu de cet ordre, chaque objet possède dans l’univers une place, un lieu propre d’existence. Ce lieu est conforme à sa nature. Chaque objet tend à revenir dans ce lieu quand il en est écarté ou bien y reste immobile si rien ne vient l’en déloger. Ces considérations font déjà apparaître que le repos ou la tendance au repos est constitutive de la matière. Ainsi le mouvement va être de deux sortes : soit il constitue un retour à l’ordre, on parlera alors de mouvement naturel, ou bien, au contraire, un facteur de désordre, on parlera alors de mouvement violent. Par son mouvement naturel, un corps va réaliser sa tendance naturelle au repos en son lieu naturel. Le mouvement violent constitue quant à lui une rupture contre nature de l’ordre. Cette rupture de l’ordre ne peut être provoquée que de façon violente ».
Dans le cas du mouvement naturel, le moteur est la nature même du corps qui va tendre à le ramener à son lieu naturel. Dans le
cas du mouvement violent, le moteur est externe. Il exerce une action continue par contact (pression ou traction), sur le corps en mouvement. L'idée d'un moteur externe découle aussi du simple constat que dans le monde sensible, contrairement à ce qui se passe dans les sphères célestes, le mouvement n'est pas toujours en acte (parfois en mouvement parfois en repos) et qu'il a besoin de toute nécessité d'une pulsion extérieure . D'autre part si la cause du changement appartenait à la chose même on ne comprendrait pas pourquoi le changement « arrive à un moment plutôt qu'à un autre qui le précède ». À l'inverse, l'observation nous montre que tous les êtres naturels accomplissent leurs changements multiples (locomotion, nutrition, reproduction) selon des cycles et règles bien précises, appartenant à la forme de l'espèce et tributaire des lois strictes du climat. En effet tous les « êtres naturels » ont en eux-mêmes un principe de mouvement et de fixité. 
De proche en proche, l'idée de moteur extérieur va conduire le philosophe, à travers une démarche régressive, jusqu'à concevoir au sommet de la chaîne un moteur qui lui-même sera « non mû », premier d'entre eux. Le phénomène fondamental et universel du mouvement entraîne donc Aristote sur le chemin d'une théologie qui revêt la forme de ce premier moteur dont l'objet sera de « mouvoir sans être mû et qui est la cause de tous les autres mouvements célestes et sublunaires ». À noter que cette proposition dépasse le champ de la mécanique car « tous les corps inorganiques sont mus par quelque autre corps ». La nécessité d'un premier moteur éternel note Pierre Aubenque va s'imposer « moins comme condition du mouvement que comme condition de l'éternité du mouvement » car « du non-être rien de ne peut venir ».

#### Le jeu des contraires
Tout mouvement a lieu entre des contraires, du haut vers le bas, du blanc vers le noir, du petit vers le grand, de la jeunesse vers la vieillesse. Les mouvements ayant lieu dans le même genre, de la couleur à la couleur, du lieu au lieu , ne concernent donc que les trois seules catégories de la qualité, de la quantité  et du lieu soit « trois » genres de mouvements qui passent d'un stade de privation d'une qualité à un stade de possession. À ces « trois » genres de mouvement l'on a coutume d'ajouter, sous l'influence de Thomas d'Aquin, un quatrième : la génération corruption que le rédacteur des Concepts.. considère comme le mouvement par excellence mais qui aurait été exclu par Aristote selon Émile Bréhier.

### La perspective ontologique
L'intelligibilité suppose la stabilité. Platon tente de résoudre le problème en concevant le monde sensible comme la copie d'un modèle intelligible qui est comme tel exempt de changement. « Aristote substituera aux Idées, les concepts de puissance, d'acte et d'entéléchie, de forme, de matière, et de privation comme opérateurs d'intelligibilité du mouvement et du devenir ». « Être pour Aristote c'est au sens le plus magistral στέρησιϛ , c'est-à-dire « mobilité » » rapporte Jean Beaufret. Si « energia » ou ενέργεια est le fait d'être en acte, « entéléchie » ou έντελέχεια  est pour une substance le fait d'être arrivée au terme (telos) de sa forme (voir Dictionnaire des concepts).

#### Forme, matière, privation
Si l'on s'en réfère à l'Encyclopédie Larousse qui introduit ainsi, dans l'article consacré à Aristote, la question du changement, « tout changement suppose un couple de contraires. Ce qui devient blanc a d’abord été non-blanc, la maison achevée suppose la dispersion initiale des matériaux qui la composent. Aristote, dans un premier temps, réduit l’opposition de ces contraires à deux grands principes : la forme, l'« eidos » (εἶδος) et la privation de forme, la « steresis », (στέρεσις). Une construction quelconque ne peut être dite « maison » que lorsqu’elle possède la forme, c'est-à-dire la structure de la maison. Inversement, en raison de son absence de détermination, c'est-à-dire de sa privation de forme, un objet quelconque n’est qu’un amas de matière. Il en est de même pour le changement de tous les êtres naturels, y compris des êtres vivants : un homme n’est pleinement homme que lorsqu’il a reçu toute sa détermination ». Comme la seule matière ne peut par elle-même conduire le changement il y a de toute nécessité un troisième principe qui informera (la forme), la matière.
Pierre Aubenque, de son côté nous explique que c'est dans le recours à une variation imaginative, une espèce de mouvement qu'il est possible de déterminer d'après Aristote parmi les attributs lequel est l'essentiel. Ainsi du triangle « qui peut cesser d'être d'airain ou isocèle sans cesser pour autant d'être triangle : c'est donc que la trilatéralité est un attribut essentiel du triangle » et non pas le fait d'être en airain ou isocèle.
Aristote à cette occasion insiste sur un nouveau phénomène de l'être, la privation ou στέρησιϛ . Cette privation ou absence équivalent à un non-être, va intervenir au même titre que la matière et la forme dans le devenir, μεταϐολή  et aide à le comprendre. « la forme est ce que la chose sera, la privation ce qu'elle était, le sujet, ce qui subsiste, demeure, ne cesse pas d'être présent à travers des accidents qui lui adviennent » écrit Pierre Aubenque. Christian Sommerécrit « Dans le changement qui s'opère comme une transition d'un terme extrême à un autre, ce qui subsiste en tant que substrat du devenir est la matière qui « désire » la forme dont elle est privée ».
Mais il ne faut pas se laisser tromper par les impératifs du langage qui présuppose l'existence d'un sujet mobile toujours présent sur lequel viendraient s'appliquer des modifications accidentelles. Si le mouvement a pour point de départ la privation d'une certaine qualité et pour point d'arrivée la possession de cette qualité, privation et possession doivent appartenir à un sujet qui ne change pas pendant le devenir et absorber toute notre attention . En fait dans la pensée d'Aristote, beaucoup plus complexe, le « seul être qui est ici en cause est l'« être en mouvement lui-même » ; il est la réalité dernière en deçà de laquelle il n'y a que le vide du discours » écrit Pierre Aubenque.

#### Les notions de puissance et d'acte
De la nécessité de bien distinguer un corps en mouvement et un corps au repos, occupant son lieu naturel, a entraîné l’introduction par Aristote des notions de « puissance » et d’« acte » nous dit Sébastien Viscardy. « Une pierre qui tombe n’est pas une pierre au sens strict, mais une pierre « en puissance » – elle peut devenir pierre. Ainsi dans sa chute, elle se réalise à mesure qu’elle s’approche du sol, son lieu naturel. Une fois celui-ci atteint, la pierre est pierre « en acte » ».

## La formation du concept moderne de mouvement

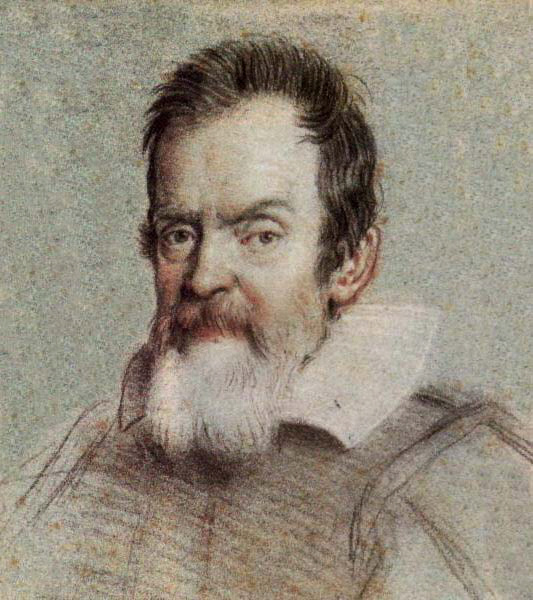
Galileo by leoni

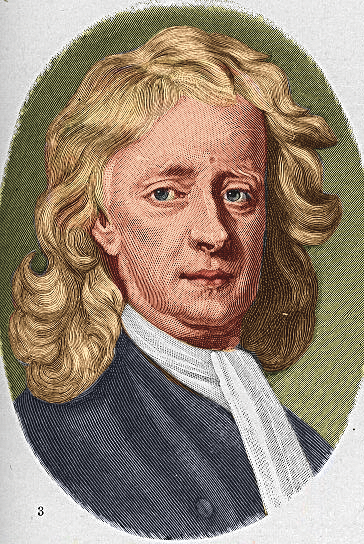
Isaac Newton

La physique nouvelle s'est accompagnée d’une profonde rupture conceptuelle avec la tradition aristotélicienne. Et cette rupture n’a été réalisable que sur la base d'une nouvelle approche de la nature, en s’appuyant sur la méthode
expérimentale et en recourant à un langage approprié – celui des mathématiques – afin d’énoncer les lois décrivant les phénomènes écrit Sébastien Viscardy. Ainsi Descartes cherche à expliquer les phénomènes physiques par des principes premiers reposant sur une nouvelle métaphysique. alors qu'à l'inverse le savant florentin, Galilée cherche à comprendre la nature telle qu’elle est. Pour Descartes, il s’agit au contraire d’expliquer le monde comme il doit être et,
par conséquent, d’énoncer les lois auxquelles la nature ne peut que se plier. 
J.P. Guillot constate que « l'on ne peut parler de la formation et de l’évolution des concepts scientifiques sans tenir compte des transformations de nos modes d’accès au monde, de nos grilles de lecture qui ne manquent jamais de les accompagner ».
J.P. Guillot recense les nouveaux principes qui vont permettre le développement de la science. Après Galilée, les fondements de la physique d’Aristote sont détruits.
- 1. Le mouvement se réduit au mouvement local. C’est un pur changement de position dans un espace où tous les lieux sont équivalents.
- 2. Le mouvement est un état extérieur au corps et ne l’affecte pas en lui-même.
- 3. Il y a identité de statut entre repos et mouvement.
- 4. Il n’y a plus de raison de conserver la distinction entre mouvement naturel et mouvement violent.
- 5. La distinction entre supralunaire et sublunaire est, elle aussi, détruite, ce qui rend possible l’unification de l’astronomie et de la physique[43]

### Les nouvelles bases métaphysiques
En cherchant à appliquer à la physique la méthode mathématique Descartes rejette le réalisme des qualités de la scolastique et cherche à les expliquer par des principes premiers reposant sur une nouvelle métaphysique. Ce sera grâce à un concept renouvelé du « mouvement » et l'introduction du concept d'« étendue » qu'il tente d'y parvenir. 
De son côté, Galilée, mathématise la nature par l'entremise d'une nouvelle pensée du « Mouvement ». Avec lui on assiste à l'effondrement de l'ancienne cosmologie et de la physique d'Aristote. Il constate que la trajectoire décrite par un mobile pesant, n'est autre qu'une demi-parabole. La génération de la « parabole » s'appuie sur « le potentiel opératoire euclidien » dont il exploite tardivement le possible laissé jusqu'ici en jachère. Galilée n'expérimente pas anarchiquement mais après avoir rigoureusement défini un espace mathématique et apodictique. Non seulement les potentialités géométriques euclidiennes sont rendues opératoires, mais elles accroissent considérablement l'effet de puissance puisque la connaissance d'un seul effet permet de s'assurer d'autres effets sans qu'il soit besoin de recourir à l'expérience.
On doit à Descartes  la découverte et« la définition des bases métaphysiques sûres et nécessaires à la construction d’une philosophie nouvelle ». Il expose en deux principes fondamentaux sa science du mouvement dans ses  Principia philosophiæ de 1644, qui s'appuient sur l'analyse des corps en mouvement dont la seule qualité retenue sera dorénavant l'« extension ». Ces principes supposent l'attribution de la même valeur ontologique au « repos » et au « mouvement », Descartes ouvre les portes de la science moderne dont l’élaboration trouvera sa forme définitive dans l’œuvre de Newton.
Première loi de la nature.
L'axiome de Newton énonce  « Tout corps persévère dans son état de repos ou de mouvement uniforme en ligne droite, à moins qu'il ne soit contraint par des forces s'imprimant sur lui, à changer cet état » qui constitue la formulation du principe d'inertie. D'une manière abrégée « Tout corps qui se meut, tend à continuer son mouvement en ligne droite », loi qui met un point final à l'idée aristotélicienne de la prééminence du cercle parfait. Par cette expression, « tout corps » , la différence entre les corps célestes et terrestres est devenue caduque remarque Heidegger.
Conséquences.
Par suite la démarcation des « lieux » aristotélicienne devient caduque, tout corps peut être en tout lieu. Le lieu n'est plus une place mais une position relative. Les corps ne se distinguent plus selon des différences de nature, de puissances et de forces mais c'est la force qui se détermine à partir de la loi fondamentale du mouvement et permet d'expliquer tous les types de déviations par rapport à la ligne droite de la première loi. Heidegger souligne avec plusieurs autres conséquences le bouleversement de proche en proche, qu'a entraîné la seule première loi du mouvement, sur la manière de questionner la nature. Il découle de ce premier axiome une série de changements « qui sont tous enchaînés les uns aux autres ».

### Un nouveau système du monde
Ce sont les changements produits au XVIIe qui vont rendre possible l’évolution du concept de mouvement. 
La destruction du cosmos
À l'ordre aristotélicien, incarné par la hiérarchie des valeurs va être substitué un univers indéfini, voire parfois infini, sans distinctions hiérarchiques dont l'unité se manifeste par l’identité des lois qui le régissent dans toutes ses parties et l’identité de ses composants. À l'espace différencié en lieux va être substitué au XVIIe, celle de l’espace de la géométrie euclidienne (homogène, infini)
La géométrisation de l’espace
Les définitions et les postulats vont énoncer les propriétés de l'espace et ces énonciations auront une valeur universelle et nécessaire, c'est-à-dire apodictiques. Emmanuel Kant en déduira, c'est en cela que réside sa révolution copernicienne,  que l'espace ne pouvait être une intuition empirique, conceptuelle, mais une intuition pure de notre esprit et « la forme a priori  de tous les phénomènes en général ».

### Le nouveau concept de mouvement

#### La dissociation du mouvement et du changement
Avec Galilée le mouvement devient une transformation des rapports entre les choses elles-mêmes complètement indifférentes à tout changement interne. L’être des choses n’est pas affecté, qu’elles soient en mouvement ou en repos. Ce qui autorisera le rédacteur de l'Encyclopédie à affirmer que « La science moderne a trop souvent isolé l'étude du mouvement de la préoccupation des changements qui sont les vrais phénomènes du monde physique et psychologique »

#### Le mouvement relatif
Galilée introduit l’idée suivant laquelle le mouvement est une affaire de point de vue. Pour qu'un mouvement soit perceptible il faut qu'il soit rapporté à un corps immobile. En ce sens le repos (le corps immobile) est par hypothèse un mouvement partagé (puisqu'il faut un autre mouvement pour le constater). De même il n’y a pas de corps
privés de tout mouvement mais seulement des corps privés d’un certain mouvement. La conséquence de cela est qu’un même corps est en même temps en repos, par rapport à ceux avec lesquels il partage le même mouvement, et en mouvement par rapport à ceux
avec lesquels il ne partage pas ce même mouvement.

#### Le mouvement partagé
Dans la pensée d'Aristote écrit Sébastien Viscardy le mouvement n’est pas relatif mais absolu. « ainsi, une pierre lâchée du haut du mât d’un bateau voguant sur la mer ne tombe pas au pied de ce mât, mais en arrière de celui-ci. Dans sa chute, la pierre ne s’approprie aucunement le mouvement du bateau duquel elle est lâchée ; elle tombe tout droit vers son lieu naturel pendant que l’embarcation continue sa progression sur les flots ». 
Pour Galilée, un mouvement se reconnaît à ses effets et un mouvement nul est sans effet, le mouvement partagé va être comme nul car il est sans effet.